# Rossano

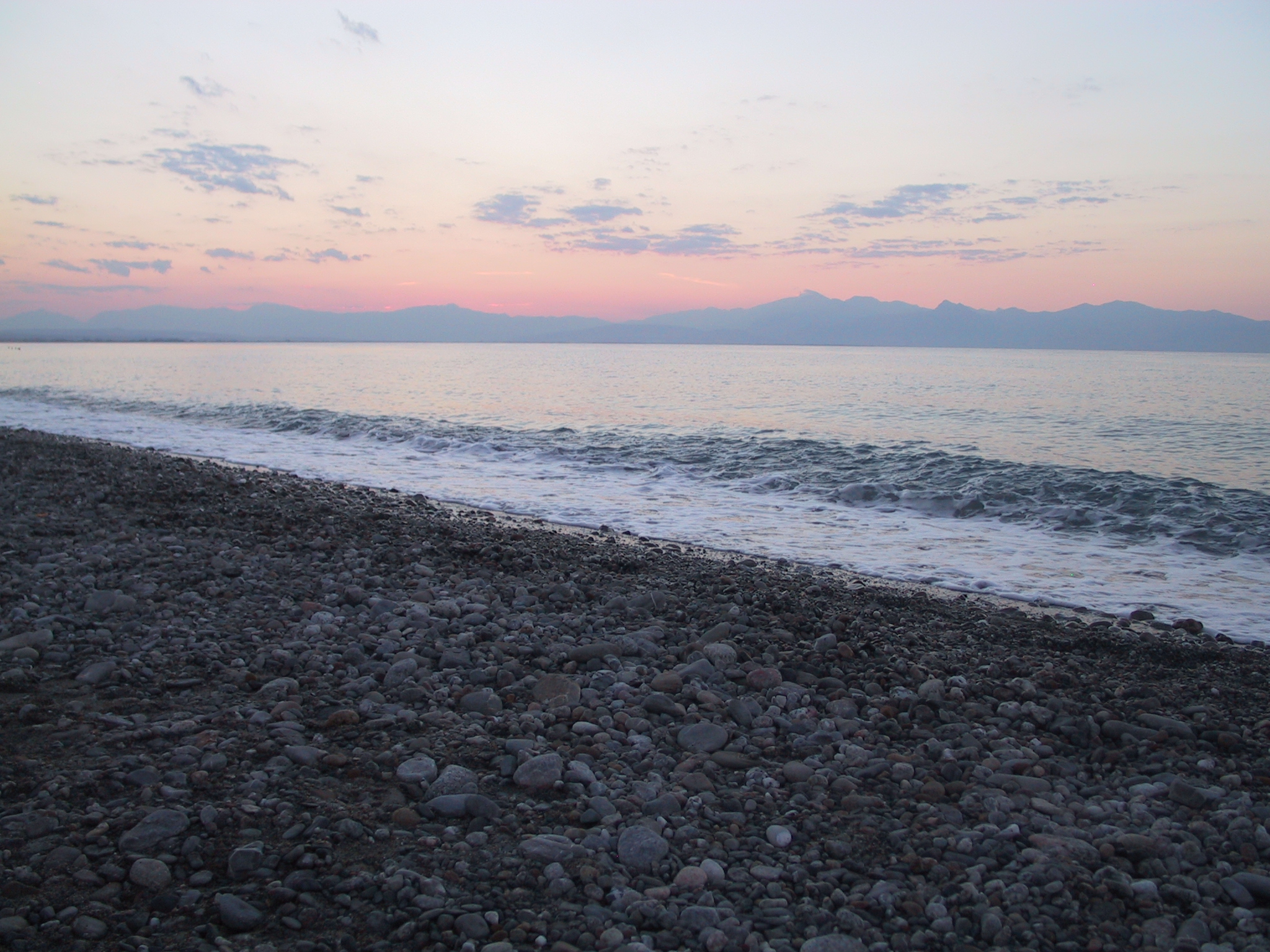
Morze

Rossano – miasto i gmina w południowych Włoszech, w regionie Kalabria, w prowincji Cosenza. Miasto znajduje się 3 km od Zatoki Tarenckiej i znane jest z kamieniołomów, w których wydobywa się marmur i alabaster.
Według danych na rok 2004 gminę zamieszkiwało 34 906 osób, a gęstość zaludnienia wynosi 234,3 os./km².
31 marca 2018 gmina została zlikwidowana, a na jej miejsce utworzono nową gminę Corigliano-Rossano.

## Historia
W II wieku n.e. cesarz Hadrian zbudował w mieście port zdolny pomieścić 300 statków.
Po śmierci Izabeli Aragońskiej, miasto odziedziczyła Bona Sforza, królowa Polski. 22 maja 1526 roku przedstawiciele Rossano złożyli przysięgę wierności przed polską parą królewską, Boną Sforzą i Zygmuntem Starym. Przed śmiercią, królowa Sforza zdołała sporządzić testament, w którym dziedzicem księstwa Rossano, a także księstwa Bari, został jej syn Zygmunt II August. Po śmierci królowej polska dyplomacja nie zdołała jednak odzyskać rzeczywistej władzy nad włoskimi posiadłościami. Zygmunt II August umierając, w swoim testamencie zapisał księstwa Bari i Rossano swoim trzem siostrom, z zastrzeżeniem, że po ich śmierci mają przejść na własność Rzeczypospolitej. Podczas uroczystości związanej ze śmiercią Zygmunta Augusta w Neapolu, jeden z Polaków wygłosił mowę żałobną, w której zaznaczył, że król był też władcą Bari i Rossano. O zwrot księstw Rossano i Bari starał się Zygmunt III Waza, wnuk Bony Sforzy. Z kolei jego syn, Władysław IV Waza, prawnuk Bony Sforzy, negocjując z królem Hiszpanii, także domagał się zwrotu księstw Bari i Rossano.

## Urodzeni w Rossano
- Jan VII, papież
- Domenico Tedesco, trener piłkarski
- Jan XVI, antypapież